# WiPeer
WiPeer (Wireless Peer) — бесплатный набор приложений, предназначенный для создания беспроводных P2P-сетей между компьютерами и мобильными устройствами (в том числе мобильными телефонами с возможностью Wi-Fi-соединения).
Главное преимущество WiPeer заключается в том, что соединение происходит непосредственно между компьютерами, то есть не требует точки доступа (провайдера, оператора связи), так что соединение может быть установлено при отсутствии точки доступа или когда она имеется, но требует оплаты.
Целью проекта WiPeer была именно прямая связь между устройствами без участия какой-либо третьей стороны, узла или центрального сервера, а также без необходимости создания интернет-соединения и использования USB-кабеля.

## Возможности WiPeer
Программа WiPeer позволяет:
- автоматически создать беспроводную компьютерную сеть ad hoc
- свободно обмениваться файлами и мгновенными сообщениями
- участвовать в многопользовательских сетевых играх и чатах
- осуществлять поиск файлов, компьютеров и пользователей в пределах локальной сети на основе Google Desktop Search

WiPeer гарантирует высокий уровень безопасности связи, ввиду отсутствия каких-либо посредников в лице интернет-провайдеров или операторов сотовой связи. Связь между пользователями бесплатна и не ограничена во времени.
По состоянию на апрель 2007 года совместное приложение помогает создавать сообщества и социальные сети с участием людей, которые находятся на расстоянии до 30 м в помещении или 100 м на открытом пространстве.

## Требования кпрограммному обеспечению
- Предустановленная OS Windows XP, включающая в себя Microsoft .NET 2.0. Если компьютер работает в Windows XP и не обладает Microsoft .NET 2.0, WiPeer-инсталлер автоматически загружает и устанавливает его.
- Для использования беспроводной сети необходимо наличие сетевой карты (модуль WiFi). В противном случае можно использовать WiPeer только по локальной сети (Ethernet).

## Разработчики WiPeer
- Рой Фридман (Roy Friedman) — профессор израильского технологического института Технион в Хайфе (Professor in CS Department at the Technion)
- Вадим Драбкин (Vadim Drabkin), Габриэль Клиот (Gabriel Kliot), Алон Кама (Alon Kama) — докторанты института Технион (Ph.D. students in CS Department at the Technion).

Программа доступна для свободного скачивания на официальном сайте разработчиков.